# Gungthang Rinpoché
Gungthang Rinpoché est le titre donné à une lignée de maîtres spirituels du bouddhisme tibétain, appartenant à l’école Gelugpa. Le premier Gungthang Rinpoché fut Gendün Phüntshog (1648-1724), un disciple du 5e Dalaï-lama et du 1er Panchen-lama. Il fonda le monastère de Labrang Tashikhyil dans la province d’Amdo. Depuis lors, six autres Gungthang Rinpochés se sont succédé, chacun étant considéré comme la réincarnation du précédent. Le 7e et actuel Gungthang Rinpoché est Lobsang Geleg Tenpe Khenchen (né en 2002), qui vit en exil en Inde depuis son intronisation en 2006. C'est le petit-fils de Tamdrin Dorjee, un moine qui s’est immolé par le feu en 2012 pour protester contre l’occupation chinoise du Tibet.

## Liste des Gungthang Rinpochés
| Titre                 | Nom                          | Dates     |
| --------------------- | ---------------------------- | --------- |
| 1. Gungthang Rinpoche | Gendün Phüntshog             | 1648–1724 |
| 2. Gungthang Rinpoche | Ngawang Tenpe Gyeltshen      | 1727–1759 |
| 3. Gungthang Rinpoche | Könchog Tenpe Drönme         | 1762–1823 |
| 4. Gungthang Rinpoche | Könchog Tenpe Gyatsho        | 1824–1859 |
| 5. Gungthang Rinpoche | Jamyang Tenpe Nyinma         | 1860–1925 |
| 6. Gungthang Rinpoche | Jigme Tenpe Wangchug         | 1926–2000 |
| 7. Gungthang Rinpoche | Lobsang Geleg Tenpe Khenchen | 2002-     |